# Вильгельм (граф Целе)
Вильгельм Цельский, также известен как Вильгельм фон Цилли (нем. Wilhelm von Cilli, словен. Viljem Celjski; ок. 1361 — 19 августа 1392) — граф Цельский (1385—1392), штирийский дворянин, который был женат на принцессе Анне польской, дочери польского короля Казимира Великого. Он был соправителем дома Целе вместе со своим дядей Германом I до 1385 года, а затем со своим двоюродным братом Германом II до своей смерти. Единственная дочь Вильгельма, Анна Цельская, вышла замуж за польского короля Владислава II Ягелло, чтобы укрепить его притязания на польский королевский престол.

## Жизнь
Вильгельм был единственным ребёнком Ульриха I (ок. 1331 − 1368), графа Цельского (1359—1368), и Аделаиды Ортенбургской (? — 1391) . Дата его рождения неизвестна, но, вероятно, это было в начале 1360-х гг. После смерти отца в 1368 году Вильгельм был воспитан своим дядей Германом I (1333—1385), графом фон Цилли. Герман правил от имени своего племянника, а когда Вильгельм достиг совершеннолетия, они стали править вместе. После смерти Германа в 1385 году Вильгельм продолжал править вместе со своим двоюродным братом, сыном-тёзкой Германа. Это было в соответствии с семейной традицией, которая избегала разделения поместий, поскольку мужчины-члены семьи правили вместе.
Граф Вильгельм Цельский также продолжил семейную традицию верности Габсбургам, которые стали сеньорами Целе в начале 1300-х гг. Однако именно во время его правления графы Цельские укрепили свои позиции, развивая семейные и политические связи, простирающиеся далеко за пределы их родного региона, тем самым быстро освободившись от опеки Габсбургов.
Вместе со своим дядей Германом I и двоюродным братом Германом II Вильгельм принял участие в крестовом походе против жмудинов в 1377 году в составе свиты герцога Альберта III австрийского. Как и его отец и дед до него, он служил ландешауптманом (губернатором) герцогства Краина с 1389 по 1390 год. В 1387 году Вильгельм получил в феодальное владение замок и поместье Дравоград от герцога Альберта III Австрийского, что ещё больше расширило владения графов Цельских вдоль реки Драва в Южной Каринтии.
Граф Вильгельм Цельский заболел во время экспедиции против турок-османов. Он умер в Вене и был похоронен в миноритской церкви в Целе.

## Брак и дети
В 1373 году Вильгельм был помолвлен с Елизаветой Горицкой, дочерью императорского принца Мейнхарда, графа Горицкого в Каринтии. Однако Елизавета умерла молодой, и Вильгельм в конце концов женился на принцессе Анне Польской (1366—1425), дочери покойного польского короля Казимира Великого.
Отец Вильгельма Ульрих был наёмным военачальником на службе у венгерского короля Людовика I. Когда Людовик унаследовал польскую корону, дочь Казимира (и двоюродная сестра Людовика) Анна была помолвлена с Вильгельмом. Свадьба состоялась 6 апреля 1380 года. В этом браке родилась дочь Анна. В конце концов она выйдет замуж за польского короля Владислава II.
Граф Вильгельм Цельский умер 19 августа 1392 года, не оставив сыновей, и его преемником стал его двоюродный брат Герман II, который стал единственным правителем дома Целе.

## Семейные связи с польскими монархами
Дядя Вильгельма и его опекун Герман I Цельский был шурином венгерского короля Людовика Анжуйского. В 1370 году Людовик сменил своего дядю Казимира Великого на посту короля Польши (мать Людовика Елизавета была сестрой Казимира). Казимир Великий скончался, не оставив сыновей, однако у него было две дочери, которые дожили до совершеннолетия. Одна из них, Анна Польская (1366—1422), была ещё жива в момент смерти её отца. Ко времени восшествия Людовика на польский престол Анне было всего четыре года, и поэтому она не могла угрожать притязаниям Людовика Великого. Чтобы нейтрализовать любую возможную будущую угрозу с её стороны (или со стороны её мужа или сына), король Польши и Венгрии Людовик Великий, который теперь был её опекуном, решил обручить её с верным, далёким и относительно незначительным союзником. Дом Целе мог только выиграть от брака с принцессой королевской крови, но они были не в том положении, чтобы бросить вызов королю Людовику. В 1380 году, в возрасте четырнадцати лет, Анна Польская вышла замуж за графа Вильгельма Цельского.
В 1382 году 56-летний король Польши и Венгрии Людовик I Великий также скончался, не оставив наследника мужского пола. В Венгрии его старшая дочь Мария (1371—1395) будет коронована как «король», в то время как в Польше его младшая дочь Ядвига (1373—1399) стала королевой Польши. В 1385 году королева Польши Ядвига выйдет замуж за великого князя литовского Ягайло (1350—1434), который был в 1386 году коронован как Владислав II Ягелло. В 1399 году королева Ядвига умерла, родив своего единственного ребёнка, который также умер вскоре после рождения. Таким образом, Владислав II Ягелло остался единственным правителем чужой страны, легитимность которой оспаривалась, поскольку он стал королём только благодаря браку. Чтобы укрепить свои позиции, Владислав II Ягелло в 1402 году женился на дочери Вильгельма и Анны Польской, Анне Цельской (1381—1416), единственной оставшейся в живых внучке Казимира Великого, последнего короля Польши из династии Пястов.
Таким образом, Вильгельм Цельский был одновременно зятем и тестем польского короля. Однако польский король Казимир III (1333—1370) скончался до его женитьбы на Анне Польской, а брак её дочери с новым королём Польши Владиславом II Ягелло состоялся уже после его смерти.
|                     |                     |                     |                     |                     |                     |               |               |                    |                    |                    |                    |                    |                    |                    |                    |                    |                    |                   |                   |                     |                     |                     |                     |                      |                      |                      |                      |                      |                      |                      |                      |                      |                      |                      |                      |                      |                      |                 |                 |                                 |                                 |                                 |                                 |                                 |                                 |  |  |  |  |  |  |
|                     |                     |                     |                     |                     |                     |               |               |                    |                    |                    |                    | Фридрих I Цельский | Фридрих I Цельский | Фридрих I Цельский | Фридрих I Цельский | Фридрих I Цельский | Фридрих I Цельский |                   |                   |                     |                     |                     |                     |                      |                      |                      |                      | Стефан II Боснийский | Стефан II Боснийский | Стефан II Боснийский | Стефан II Боснийский | Стефан II Боснийский | Стефан II Боснийский |                      |                      |                      |                      |                 |                 |                                 |                                 |                                 |                                 |                                 |                                 |  |  |  |  |  |  |
|                     |                     |                     |                     |                     |                     |               |               |                    |                    |                    |                    | Фридрих I Цельский | Фридрих I Цельский | Фридрих I Цельский | Фридрих I Цельский | Фридрих I Цельский | Фридрих I Цельский |                   |                   |                     |                     |                     |                     |                      |                      |                      |                      | Стефан II Боснийский | Стефан II Боснийский | Стефан II Боснийский | Стефан II Боснийский | Стефан II Боснийский | Стефан II Боснийский |                      |                      |                      |                      |                 |                 |                                 |                                 |                                 |                                 |                                 |                                 |  |  |  |  |  |  |
|                     |                     |                     |                     |                     |                     |               |               |                    |                    |                    |                    |                    |                    |                    |                    |                    |                    |                   |                   |                     |                     |                     |                     |                      |                      |                      |                      |                      |                      |                      |                      |                      |                      |                      |                      |                      |                      |                 |                 |                                 |                                 |                                 |                                 |                                 |                                 |  |  |  |  |  |  |
| Казимир III Великий | Казимир III Великий | Казимир III Великий | Казимир III Великий | Казимир III Великий | Казимир III Великий |               |               | Ульрих I Цельский  | Ульрих I Цельский  | Ульрих I Цельский  | Ульрих I Цельский  | Ульрих I Цельский  | Ульрих I Цельский  |                    |                    | Герман I Цельский  | Герман I Цельский  | Герман I Цельский | Герман I Цельский | Герман I Цельский   | Герман I Цельский   |                     |                     | Екатерина Боснийская | Екатерина Боснийская | Екатерина Боснийская | Екатерина Боснийская | Екатерина Боснийская | Екатерина Боснийская |                      |                      | Елизавета Боснийская | Елизавета Боснийская | Елизавета Боснийская | Елизавета Боснийская | Елизавета Боснийская | Елизавета Боснийская |                 |                 | Людовик I Венгерский и Польский | Людовик I Венгерский и Польский | Людовик I Венгерский и Польский | Людовик I Венгерский и Польский | Людовик I Венгерский и Польский | Людовик I Венгерский и Польский |  |  |  |  |  |  |
| Казимир III Великий | Казимир III Великий | Казимир III Великий | Казимир III Великий | Казимир III Великий | Казимир III Великий |               |               | Ульрих I Цельский  | Ульрих I Цельский  | Ульрих I Цельский  | Ульрих I Цельский  | Ульрих I Цельский  | Ульрих I Цельский  |                    |                    | Герман I Цельский  | Герман I Цельский  | Герман I Цельский | Герман I Цельский | Герман I Цельский   | Герман I Цельский   |                     |                     | Екатерина Боснийская | Екатерина Боснийская | Екатерина Боснийская | Екатерина Боснийская | Екатерина Боснийская | Екатерина Боснийская |                      |                      | Елизавета Боснийская | Елизавета Боснийская | Елизавета Боснийская | Елизавета Боснийская | Елизавета Боснийская | Елизавета Боснийская |                 |                 | Людовик I Венгерский и Польский | Людовик I Венгерский и Польский | Людовик I Венгерский и Польский | Людовик I Венгерский и Польский | Людовик I Венгерский и Польский | Людовик I Венгерский и Польский |  |  |  |  |  |  |
|                     |                     |                     |                     |                     |                     |               |               |                    |                    |                    |                    |                    |                    |                    |                    |                    |                    |                   |                   |                     |                     |                     |                     |                      |                      |                      |                      |                      |                      |                      |                      |                      |                      |                      |                      |                      |                      |                 |                 |                                 |                                 |                                 |                                 |                                 |                                 |  |  |  |  |  |  |
| Анна Польская       | Анна Польская       | Анна Польская       | Анна Польская       | Анна Польская       | Анна Польская       |               |               | Вильгельм Цельский | Вильгельм Цельский | Вильгельм Цельский | Вильгельм Цельский | Вильгельм Цельский | Вильгельм Цельский |                    |                    |                    |                    |                   |                   | Герман II Цельский  | Герман II Цельский  | Герман II Цельский  | Герман II Цельский  | Герман II Цельский   | Герман II Цельский   |                      |                      |                      |                      |                      |                      |                      |                      |                      |                      |                      |                      |                 |                 |                                 |                                 |                                 |                                 |                                 |                                 |  |  |  |  |  |  |
| Анна Польская       | Анна Польская       | Анна Польская       | Анна Польская       | Анна Польская       | Анна Польская       |               |               | Вильгельм Цельский | Вильгельм Цельский | Вильгельм Цельский | Вильгельм Цельский | Вильгельм Цельский | Вильгельм Цельский |                    |                    |                    |                    |                   |                   | Герман II Цельский  | Герман II Цельский  | Герман II Цельский  | Герман II Цельский  | Герман II Цельский   | Герман II Цельский   |                      |                      |                      |                      |                      |                      |                      |                      |                      |                      |                      |                      |                 |                 |                                 |                                 |                                 |                                 |                                 |                                 |  |  |  |  |  |  |
|                     |                     |                     |                     |                     |                     |               |               |                    |                    |                    |                    |                    |                    |                    |                    |                    |                    |                   |                   |                     |                     |                     |                     |                      |                      |                      |                      |                      |                      |                      |                      |                      |                      |                      |                      |                      |                      |                 |                 |                                 |                                 |                                 |                                 |                                 |                                 |  |  |  |  |  |  |
|                     |                     |                     |                     | Анна Цельская       | Анна Цельская       | Анна Цельская | Анна Цельская | Анна Цельская      | Анна Цельская      |                    |                    |                    |                    |                    |                    |                    |                    |                   |                   | Владислав II Ягелло | Владислав II Ягелло | Владислав II Ягелло | Владислав II Ягелло | Владислав II Ягелло  | Владислав II Ягелло  |                      |                      |                      |                      |                      |                      |                      |                      |                      |                      | Ядвига Польская      | Ядвига Польская      | Ядвига Польская | Ядвига Польская | Ядвига Польская                 | Ядвига Польская                 |                                 |                                 |                                 |                                 |  |  |  |  |  |  |
|                     |                     |                     |                     | Анна Цельская       | Анна Цельская       | Анна Цельская | Анна Цельская | Анна Цельская      | Анна Цельская      |                    |                    |                    |                    |                    |                    |                    |                    |                   |                   | Владислав II Ягелло | Владислав II Ягелло | Владислав II Ягелло | Владислав II Ягелло | Владислав II Ягелло  | Владислав II Ягелло  |                      |                      |                      |                      |                      |                      |                      |                      |                      |                      | Ядвига Польская      | Ядвига Польская      | Ядвига Польская | Ядвига Польская | Ядвига Польская                 | Ядвига Польская                 |                                 |                                 |                                 |                                 |  |  |  |  |  |  |